# Schizocosa rubiginea
Schizocosa rubiginea este o specie de păianjeni din genul Schizocosa, familia Lycosidae. A fost descrisă pentru prima dată de O. P.-cambridge, 1885. Conform Catalogue of Life specia Schizocosa rubiginea nu are subspecii cunoscute.